# Акупунктура
Акупункту́ра (также иглорефлексотерапи́я, рефлексотерапи́я, иглотерапи́я, иглоука́лывание; от лат. acus — игла и лат. punctura (pungo, pungere) — колоть, жалить) — форма альтернативной медицины и ключевой компонент традиционной китайской медицины (ТКМ), в котором тонкие иглы вводятся под кожу. Сторонники акупунктуры считают, что акупунктурные точки, в которые вводятся иглы, находятся на так называемых меридианах, по которым движется гипотетическая «жизненная энергия» ци, и что манипуляции с иглами воздействуют на циркуляцию ци и тем самым помогают снимать боли и лечить болезни.
Акупунктура не является эффективным лечением, не имеет научного обоснования и представляет собой манипуляцию-плацебо.
Теории и практики акупунктуры, как и традиционной китайской медицины в целом, являются псевдонаучными, поскольку не основаны на научных знаниях. Нередко также характеризуются как шарлатанство. Научные исследования не нашли гистологических и физиологических подтверждений традиционным китайским концепциям существования ци, меридианов и акупунктурных точек.
Широко используется также оригинальный, более широкий китайский термин — терапия чжэнь-цзю (кит. 針灸 — укалывание и прижигание). Термин «чжэнь-цзю терапия» пришёл в СССР в период «великой дружбы с Китаем». Тепловое воздействие на точки акупунктуры («цзю», игнипунктура, моксотерапия, moxibustion) проводится с помощью глубокого прогревания («прижигания»), с использованием мини-«сигарет», обычно из высушенной полыни.
В настоящее время акупунктура, как часть традиционной китайской медицины, сохраняет своё распространение в Китае, где преобладает мнение о её научности. В западных странах акупунктура получила заметное распространение в XX веке в качестве альтернативной медицины. В систематических обзорах клинических исследований делается вывод о том, что эффективность акупунктуры не выше, чем эффект плацебо. Одной из разновидностей акупунктуры является иглорефлексотерапия (англ. dry needling), широко распространённая в России, однако в клинических испытаниях последнего времени эффективность этого вида иглоукалывания во всех областях медицины также не подтверждена.
Представления и понятия, лежащие в теоретическом основании акупунктуры — учения об инь и ян, о пяти элементах, о жизненной энергии ци и её движении по меридианам — носят донаучный и метафизический характер, что не соответствует современным требованиям научности и доказательности. Лежащие в основе акупунктуры архаичные представления, учитывая сомнения в её клинической эффективности, вызывают широкую критику, вплоть до рассмотрения акупунктуры как псевдонауки. Согласно меморандуму ВОЗ о стратегии развития альтернативной медицины, акупунктура, как и прочие методы нетрадиционной медицины, должна соответствовать критериям доказательной медицины.
В 2010 году ЮНЕСКО включил акупунктуру и игнипунктуру в Список нематериального культурного наследия человечества.

## История

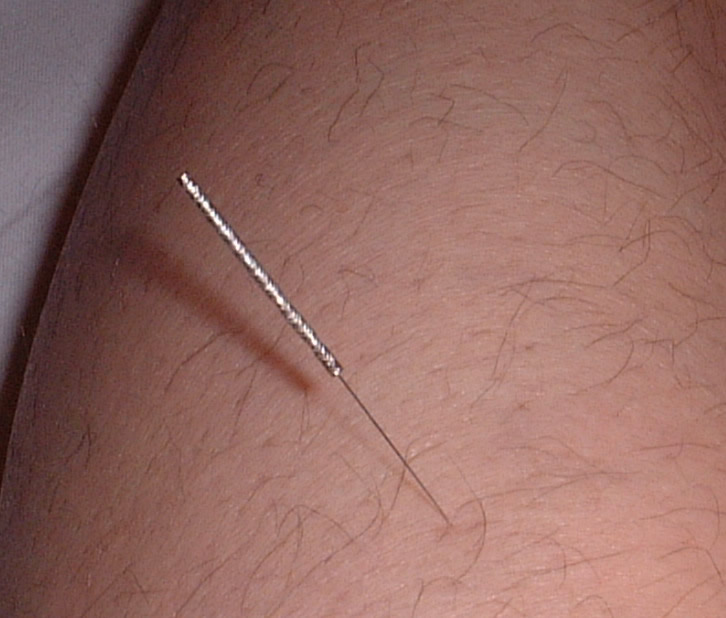
Игла, введённая в точку на коже

### Родина акупунктуры и её дальнейшее распространение
Распространённое убеждение, что акупунктура имеет именно китайские истоки, не имеет однозначных подтверждений. Найденный в 1963 году в уезде Долунь (англ. Duolun County; аймак Шилин-Гол в автономном регионе Внутренняя Монголия на севере Китая) камень бянь 砭 (biān) (заострённые камни, использовавшиеся до создания металлических игл), возможно, опускает происхождение акупунктуры в неолит. Иероглифы и пиктограммы, датируемые временем правления династии Шан (1600—1100 до н. э.), указывают на то, что наряду с укалыванием использовалось также прижигание. Развитие металлургии в Китае теоретически позволяло изготовление стальных игл уже в III веке до н. э., однако наиболее ранние археологические находки подобного рода относят лишь к династии Хань, и свидетельств об использовании этих игл в медицинских целях нет. Источником спекуляций об акупунктурном использовании стало обнаружение стальных игл рядом с чашей, помеченной для медицинского использования в Маньчэн 满城 (ок. 112 до н. э.), однако обнаруженные иглы имеют ушко и, вероятней всего, использовались для шитья. В Шуанбаошань (совр. Мяньян, Сычуань)  было обнаружено подобие макета для изучения акупунктуры — лакированная деревянная фигурка 28,1 см с обозначением «меридианов», захороненная ок. 118 г. до н. э. Первое свидетельство об использовании двух конкретных акупунктурных точек, саньли 三里 и фэйшу 肺输, датируется 1 в. н. э. (гробница ок. Увэй 武威, пров. Ганьсу).
В Европе, при исследовании мумифицированного тела Эци, возраст которого около 5300 лет, было обнаружено 15 групп татуировок, расположение части которых совпадает с современными акупунктурными точками. Это было истолковано как свидетельство того, что практики, подобные азиатским, могли быть распространены по всей Евразии в раннем бронзовом веке.
Значительное влияние на китайскую акупунктуру оказали религиозные и философские учения древнего Китая. Традиция, передававшаяся ранее устно, в IV — III веках до н. э. была записана и изложена в свете мировоззрений даосизма. Развитие акупунктуры продолжалось в течение всего первого тысячелетия нашей эры, достигнув своего расцвета к началу второго и получив широкое распространение как в самом Китае, так и за его пределами в Японии, Монголии, Корее, Индии. На становление китайского понимания акупунктурных меридианов и точек существенное влияние оказали мифология, нумерология, астрология и другие метафизические представления. В классических медицинских текстах китайская календарная зодиакальная система ганьчжи (干支 gānzhī) сопоставляет постоянные меридианы часовым углам Солнца и времени суток. Среди сохранившихся ранних китайских текстов по акупунктуре — трактат Хуанфу Ми 皇甫謐 (ум.282), опирающийся на более ранние источники, не дошедшие до наших дней.
Китайский иероглиф «чжэнь» обозначает любой инструмент для прокалывания или надрезания. В одном из основополагающих китайских медицинских трактатов «Хуан-ди Нэйцзин» («Внутренний канон Жёлтого императора») этим иероглифом обозначены надрезание или прокалывание кожи с целью кровопускания, вскрытия нарывов и прижигания (для остановки кровотечения, обеззараживания), а не та акупунктура, которая известна сегодня. Из девяти изображённых в трактате инструментов лишь три похожи на толстые иглы и булавки, некоторые из остальных напоминают инструменты для кровопускания и хирургии средневековой Европы. По мнению историков, первоначально в китайской народной медицине субстанция ци связана была с кровью, а под меридианами подразумевали кровеносные сосуды, и первоначально акупунктура представляла собой кровопускание — метод лечения, традиционный для древних культур; лишь впоследствии этот метод лечения трансформировался в символическую процедуру – что было хотя и неэффективно, но гораздо более безопасно.
Историки медицины и ветеринарии предполагают, что средневековые практики прокалывания и надрезания («чжэнь») сохранялись почти в неизменном виде в Китае до середины XX века.
В XVI веке португальские миссионеры впервые привезли сообщения об акупунктуре на Запад. В Европе до XVIII века не существовало достаточных медицинских знаний для составления точных карт внутренних органов.
В восемнадцатом веке в Европу попадают более подробные сведения об акупунктуре, но значительно больший интерес вызывают методики прижигания. В самом Китае акупунктура сохраняет популярность лишь в низших слоях общества, а сами целители, практикующие иглоукалывание, зачастую неграмотны. В 1822 году эдиктом китайского императора отменяется практика и изучение акупунктуры в императорской академии медицины, как занятие недостойное для просвещённого человека. Всё это влечёт скептическое отношение к иглоукалыванию в европейской науке, и исследования в этом направлении практически не проводятся. В самом Китае уже в начале второго тысячелетия и в последующие века практика применения акупунктуры, будучи заменена медикаментозными методами лечения, стала большей редкостью и, утратив свою престижность, была поставлена в один ряд с шаманизмом, акушерством и прижиганием.
На становление современной карты акупунктурных точек и меридианов оказал влияние китайский педиатр Чен Дань’ань (Cheng Dan’an), который в начале 1930-х годов способствовал возобновлению исчезающих уличных практик терапевтического иглоукалывания. Он отдалил места иглоукалывания от кровеносных сосудов, иллюстрируя свои нововведения рисунками на коже людей и фотографируя их. Он же заменил толстые средневековые инструменты на тонкие иглы, характерные для современной акупунктуры.
Чан Кайши попытался ввести классическую западную медицину, законодательно запретив акупунктуру, что должно было лишить врачебной практики 400 000 акупунктуристов. Но этот закон был отклонён в 1929 году правительством Гоминьдана. Новый подъём и быстрое распространение акупунктура получила после китайской революции 1949 года. Врачи в больницах Китая стали применять акупунктуру наряду с классической западной медициной. В разных странах стали производиться научные исследования в этой области, что привело к появлению множества комментариев и публикаций в медицинских журналах и газетах.
Существует альтернативная гипотеза происхождения акупунктуры: татарский учёный Рашид Рахмети Арат в своей работе «Zur Heilkunde der Uighuren» («Медицинская практика у уйгуров»), опубликованной в 1930 и 1932 гг. в Берлине, исследовал уйгурскую медицину. Опираясь на рисунок человека и объяснения точек акупунктуры на теле, он, а также некоторые другие западные учёные, склоняются к тому, что акупунктура является не китайским, а уйгурским открытием.

### Акупунктура в Азии
В настоящее время в Китае, Корее и Японии акупунктура используется во множестве патологических состояний, в том числе в качестве успокаивающего или тонизирующего приёма, для лечения хронических заболеваний, а также в хирургии, например в случаях перелома кости для стимуляции образованию костной мозоли, при водянке для извлечения накопившейся воды из подкожной клетчатки и т. п.

### Акупунктура в западных странах
На Западе акупунктура получила распространение после того, как журналист Джеймс Рестон, сопровождавший президента США Ричарда Никсона в Китай, опубликовал в газете The New York Times статью «А теперь позвольте рассказать вам о моей аппендэктомии в Пекине»: в своей статье он повествовал о том, как с приступом аппендицита оказался в китайской больнице и как после аппендэктомии персонал больницы применял, помимо обычного лечения, акупунктуру для снятия боли. В более поздних пересказах история была существенно трансформирована: утверждалось, будто бы во время операции, проведенной Рестону, для обезболивания использовалась только акупунктура.
После публикации статьи Рестона китайцы организовали медийную кампанию, в ходе которой рассказывалось о невероятных возможностях акупунктуры. В результате этой кампании Китай посетила американская делегация, в присутствии которой была проведена операция на открытом сердце, где для обезболивания применяли только иглоукалывание. Как стало ясно позднее, эта операция в значительной мере представляла собой театральную постановку: когда в 2006 году операцию с применением акупунктуры для обезболивания попытались повторить, стало известно, что пациент, кроме акупунктуры, получал сильные седативные препараты и анальгетик.

### Акупунктура в СССР и России
В русский язык термин «акупунктура» пришёл из Франции. Внесли данный термин иезуиты французской Научной Миссии в Пекине, в XVII веке писавшие на латинском языке.
Применение метода иглотерапии в лечебных учреждениях СССР началось с конца 1940-х годов. Официально акупунктура была признана в СССР в 1957 году приказом Минздрава СССР, а активное применение началось с 1960-х годов. Подготовка врачей по иглотерапии активизировалась после приказа МЗ СССР «О дальнейшей разработке метода иглотерапии и внедрении его в практику» (1971). В 1977 году в Казанском ГИДУВе проф. Д. М. Табеевой была организована первая в СССР кафедра и клиника рефлексотерапии. В 1980-1990-х годах иглотерапия переживает свой расцвет в России. Многие исследовательские учреждения занимаются изучением механизмов иглотерапии, выпускают руководства, монографии по чжэнь-цзю, врачи проходят переподготовку с присвоением квалификации врач-рефлексотерапевт.
До 1998 года акупунктура в СССР/России структурно была частью физиотерапии, а врачебная специальность называлась врач-физиотерапевт. С 1998 года приказом Министерства здравоохранения введена специальность «рефлексотерапия». Утверждён также перечень показаний и противопоказаний к применению рефлексотерапии. В настоящее время во многих лечебных учреждениях существуют кабинеты или даже отделения иглорефлексотерапии, где оказывается помощь больным с самыми разнообразными заболеваниями.
Эффективность этого вида иглоукалывания во всех областях медицины не подтверждена в клинических испытаниях последнего времени.

## Критика, проблемы и безопасность метода
Метаисследование 1999 года показало отсутствие значимого терапевтического эффекта акупунктуры. Помимо этого, исследователи обратили внимание на низкое качество большинства единичных исследований.
К 2007 году было проведено множество исследований, в том числе метаисследования (метаобзоры), в которых была выявлена закономерность — чем строже проведено исследование, чем надёжнее его результаты, тем яснее видно, что лечебное воздействие акупунктуры представляет собой не более чем плацебо.
Метаисследование 2009 года также показало отсутствие эффекта: выявленный слабый эффект снижения боли не превышает статистической погрешности, кроме того в единичных исследованиях ничего не сделано для исключения психологического эффекта (самовнушения пациентов).
К 2009 году ни одна из имеющихся гипотез не объясняла в достаточной мере механизмы действия акупунктуры. Более того, в обзорах клинических испытаний последнего времени ставится под сомнение наличие положительного воздействия акупунктуры на организм человека во всех областях терапии, кроме кратковременного снятия некоторых видов боли и тошноты. При этом разработанные для проверки эффективности методы «фальшивой» акупунктуры показывают приблизительно такую же эффективность в этих областях, что и действительная акупунктура. По этой причине акупунктура остаётся чисто эмпирическим методом, не отвечающим растущим научным требованиям медицины.
В 2013 году в журнале Anesthesia & Analgesia вышла статья профессоров Дэвида Колкухоуна (англ. David Colquhoun) и Стивена Новелла (англ. Steven Novella) под названием «Акупунктура — театрализованное плацебо», в которой авторы показали, что описанные в научных статьях положительные эффекты процедуры являются результатом несоблюдения научной методологии или фальсификацией. Согласно их заключению, наиболее тщательно проведённые исследования демонстрируют, что результат акупунктуры не зависит не только от положения игл, но даже и от того, вводятся ли иглы вообще, и единственное разумное объяснение состоит в том, что акупунктура не работает: «The best controlled studies show a clear pattern, with acupuncture the outcome does not depend on needle location or even needle insertion. Since these variables are those that define acupuncture, the only sensible conclusion is that acupuncture does not work.».
К 2016 году эффективность акупунктуры осталась недоказанной, несмотря на увеличившуюся её популярность.

### Традиционные представления
Последователи традиционных школ акупунктуры, уходящих корнями в древние верования и философию даосизма, рассматривают болезнь как дисбаланс и нарушение циркуляции ци. Упрощённо в обоснование лечебного эффекта предлагается, что воздействия, производимые на акупунктурные точки, приводят к гармонизации и восстановлению правильного движения энергии. «Энергия ци» неизвестна науке, и современная наука отрицает существование такого типа энергии. Существование меридианов и акупунктурных точек не подтверждается анатомическими и гистологическими данными.

### Гипотезы нейрогуморального механизма
Одной из ранних попыток объяснить анальгезирующие эффекты акупунктуры стала теория контроля «ворот боли». Она описывала модуляцию сенсорных импульсов боли посредством ингибиторных механизмов центральной нервной системы (ЦНС). Согласно этой теории укол иглы при акупунктуре возбуждает быстрые чувствительные нервные волокна кожи или мышц, и импульсы этих волокон «обгоняют» в спинном мозге импульсы от пораженных органов, передаваемые по более медленным волокнам. При этом активируются ингибиторные интернейроны, влияющие на медленные пути. Терапевтический эффект, когда болевое ощущение уменьшается посредством причинения боли через гетеротопическую стимуляцию различных областей тела, именуется контрраздражением, и он открывался учеными неоднократно. Контрраздражение часто прерывает порочный круг и позволяет добиться стойкого лечебного эффекта, тем самым предоставляя возможности для регенерации в том случае, если поражение ещё не является необратимым.
В 1976 году западными исследователями была выдвинута новая гипотеза о том, что эффект акупунктуры опосредован эндорфинергической системой. Согласно этой гипотезе, эндорфинергическая система состоит из нейронов, локализованных в основном в мезэнцефалоне (ядерный шов и центральное серое вещество). Предполагается, что её анальгезирующий эффект опосредован высвобождением эндорфинов (нейротрансмиттеров с морфиноподобным действием) через ретикулоспинальный тракт.
В 1990-2000 годах исследования акупунктуры проводились с использованием функциональной магнитно-резонансной томографии (МРТ), однопротонной эмиссионной компьютерной томографии (SPECT), транскраниальной доплеровской ультрасонографии (ТКДУ). Исследователи выдвинули гипотезу, что при воздействии на акупунктурные точки происходит модуляция активности специфических субкортикальных систем, в основном лимбической системы. Авторами было сделано предположение, что эффекты акупунктуры обусловлены основным принципом функциональной структуры нервной системы — её соматотропной организацией (нейрональной связью строго определённых отделов и областей нервной системы со строго определёнными органами и областями организма).

### Эффект плацебо
С середины 1950-х годов и по настоящее время господствующей в науке точкой зрения является мнение, что в основе действия акупунктуры лежит эффект плацебо. Другими словами, метод считается эффективным не более, чем уровень возможностей обычных психологических приемов внушения..
Существуют положительные результаты использования акупунктуры на детях и животных, которые, по мнению некоторых сторонников акупунктуры, не могут быть объяснены классическим механизмом действия плацебо. Однако данные результаты не были получены в плацебо-контролируемых испытаниях. Психологические исследования внушаемости у взрослых, по мнению сторонников акупунктуры, также указывали на тот факт, что специфические эффекты играют определённую роль. Однако наличие специфического эффекта в одних случаях не подтверждено клиническими испытаниями, в других случаях оказывалось очень незначительным.
Несколько последних клинических исследований немецких учёных из Nordic Cochrane Centre об использовании акупунктуры в избавлении от боли (для анестезии, лечения хронической головной боли и мигрени, поясничных болей при радикулите и т. д.) показали, что действие используемого в настоящее время в клинических условиях метода почти не зависит от глубины и места установки игл и её длительности, и по большей части базируется на эффекте самовнушения — плацебо: разница между «действительным» и «фальшивым» иглоукалыванием оказалась статистически незначимой в пользу «действительного». Полученная незначительная разница в несколько процентов не имеет клинического значения, и исследователи полагают, что она может быть объяснена недочётами в условиях проведения экспериментов. Также в различных методах «фальшивого» иглоукалывания уколы кожи оказались чуть более эффективными, чем имитация иглоукалывания.

### Методологические проблемы исследования акупунктуры
Для исследований эффективности акупунктуры были разработаны методы «фальшивой» акупунктуры (англ. sham acupuncture) — уколы не в точках акупунктуры, или в не предназначенных для измеряемого воздействия точках, или с использованием специальных непроникающих под кожу игл.
«Фальшивая» акупунктура (англ. sham acupuncture), разработанная для измерения плацебо-эффекта, показывает практически ту же эффективность, что и «действительная». При этом субъективные положительные впечатления пациентов зависят прежде всего от контекстуальных и психологических факторов терапии, от их убеждений и ожиданий, от направленного и сфокусированного внимания врача, производящего процедуру, поэтому ряд исследователей считает незначительным фактором мастерство оператора, знание им методик и школ акупунктуры.
В некоторых исследованиях было показано, что иглоукалывание в точках, используемых в качестве неакупунктурных, может оказывать неспецифическое воздействие на течение исследуемого заболевания. В настоящее время клиническими испытаниями подтверждено, что в случаях использования для кратковременного снятия некоторых видов боли и тошноты «фальшивая» акупунктура оказывается эффективной, при этом её эффективность находится почти на уровне действительной акупунктуры. Во всех остальных случаях ни фальшивая, ни действительная акупунктура не доказали своей эффективности. Часть сторонников акупунктуры признают, что если она и имеет в некоторых случаях специфический эффект, то весьма небольшой.
Проблемой для доказательства эффективности акупунктуры являются также трудности организации двойного слепого исследования — пациент может понять, в какую именно группу он распределён (применяется ли к нему фальшивая или действительная акупунктура), либо врач может вольно или невольно воздействовать на пациента, зная, в какой группе находится пациент. Если при исследованиях изучаемая группа подвергается по меньшей мере двум вмешательствам (иглоукалыванию и контакту с врачом), то полученный эффект не может быть однозначно сравнен с таковым у контрольной группы. Такие исследования не являются двойными слепыми. Практическое значение имеют исследования с использованием плацебо-игл при условии минимизации контактов исследуемых лиц с врачом. В настоящее время разработаны такие иглы, при использовании которых ни врач, ни пациент не знают о том, действительно ли иглы вводятся под кожу. Наиболее достоверными в настоящее время признаются результаты тех клинических исследований, в которых пациенты разделены на три группы — действительной, фальшивой акупунктуры и тех, кто не получает терапии.
При применении акупунктуры в отношении одного заболевания возможны эффекты по отношению к другому заболеванию (неконтролируемые перекрестные эффекты).
При исследованиях имеет место этическая проблема: применение акупунктуры в отсутствие другого лечения приемлемо не во всех случаях. Также серьёзной этической проблемой является использование в клинической практике методов акупунктуры, эффективность которых не превышает плацебо-эффект.
Ещё одной серьёзной проблемой при исследованиях акупунктуры является «искажение публикаций» (англ. publication bias) — умолчание отрицательных и публикации только положительных результатов клинических испытаний.

### Безопасность
Ряд авторов и организаций ставят под сомнение не только эффективность, но и безопасность акупунктуры.
В западных странах преобладает мнение, что акупунктура является безопасной, если практикуется подготовленными специалистами с использованием стерильных игл. Но, как и любой другой инвазивный метод лечения, иглотерапия может приводить к негативным последствиям, побочным эффектам, а также серьёзным осложнениям — от незначительных болей, кровотечения, гематом, тошноты и рвоты до повреждений нервов и внутренних органов, пневмоторакса, инфекционных заболеваний, в том числе, возможно, и ВИЧ-инфекции.

## Эффективность при конкретных заболеваниях и расстройствах
В 2003 году Всемирная организация здравоохранения составила список заболеваний, при лечении которых, согласно исследованиям и клиническим тестам, акупунктура показала положительный результат, однако этот обзор был раскритикован за предвзятость и за сосредоточенность в основном на некачественных клинических испытаниях.
Существует также ряд исследований акупунктуры в ветеринарии, результаты которых в отношении эффективности оцениваются как положительные. В то же время и в ветеринарии есть публикации, критически рассматривающие эффективность метода.

### Головные боли и мигрень
Два отдельных кокрановских обзора 2016 года обнаружили, что иглоукалывание может быть полезным для профилактики головных болей тензионного типа и эпизодических мигреней. В Кокрановском обзоре 2016 года по оценке акупунктуры для профилактики эпизодической мигрени был сделан вывод о том, что настоящая процедура имела небольшой эффект по сравнению с ложной, и были найдены доказательства среднего качества, свидетельствующие о том, что иглоукалывание, по крайней мере, так же эффективно, как и профилактические препараты для этой цели. Обзор 2012 года показал, что иглоукалывание продемонстрировало пользу для лечения головных болей, но безопасность должна быть более подробно задокументирована, чтобы давать какие-либо убедительные рекомендации в поддержку её использования.

### Во время сна
Систематический обзор и метаанализ 2016 года показал, что иглоукалывание «связано со значительным снижением нарушений сна у женщин, испытывающих нарушения сна, связанные с менопаузой».

### При других состояниях
Для следующих состояний в обзорах «Кокрановского сотрудничества» или других обзорах был сделан вывод, что нет убедительных доказательств пользы:
- Алкогольная зависимость[84]
- Аллергия[85][86][87]
- Болезнь Альцгеймера[88]
- Стенокардия[89]
- Растяжение связок голеностопного сустава[90][91]
- Бронхиальная астма[92][93]
- Синдром дефицита внимания и гиперактивности[94][95]
- Аутизм[96][97]
- Младенческая колика[98]
- Паралич Белла[99][100]
- Аритмия сердца[101]
- Синдром запястного канала[102]
- Внутримозговое кровоизлияние[103]
- Хроническая обструктивная болезнь лёгких[104]
- Кокаиновая зависимость[105]
- Запор[106]
- Депрессия[107][108]
- Диабетическая периферическая невропатия[109]
- Дисфагия после инсульта[110]
- Наркотическая детоксикация[111][112]
- Сухой кератоконъюнктивит[113]
- Первичная дисменорея[114]
- Диспепсия[115]
- Эндометриоз[116]
- Энурез во взрослом возрасте[117]
- Эпилепсия[118]
- Эректильная дисфункция[119]
- Гастропарез[120]
- Глаукома[121]
- Гинекологические заболевания (возможно, за исключением тошноты/рвоты)[122]
- Острый Ячмень[123]
- Приливы жара[124][125][126]
- Эссенциальная гипертензия[127]
- Гипоксически-ишемическая энцефалопатия у новорождённых[128]
- Экстракорпоральное оплодотворение (ЭКО́)[129][130]
- Стимуляции родов[131][132]
- Бессонница[133][134][135]
- Синдром раздражённого кишечника[136]
- Контроль боли при родах[137][138]
- Стеноз позвоночного канала поясничного отдела[139]
- Большое депрессивное расстройство у беременных[140]
- Эпидемический паротит у детей[141]
- Заболевания опорно-двигательного аппарата в конечностях[142]
- Близорукость[143]
- Нейропатическая боль[144]
- Ожирение[145]
- Акушерские условия[146]
- Опиоидная зависимость[147][148]
- Болезнь Паркинсона[149]

## Современное применение
В настоящее время существует множество школ и направлений, так или иначе связанных с акупунктурой.

### Традиционная акупунктура
Это традиционная чжэнь-цзю терапия (укалывание и прижигание), электроиглоукалывание (диагностика и лечение с измерением биопотенциалов точек на поверхности кожи), аурикулопунктура и аурикулопрессура (воздействие на биологически активные точки уха), сиацу (акупрессура) и др. методы.

### Современные «западные» модификации
Как на видоизменение акупунктуры можно указать на часто применяемый способ приостановки кровотечения. Для этого на некотором расстоянии от истекающей кровью артерии вводят в тело
иглу в вертикальном направлении; затем её подводят под артерию и на том же расстоянии с другой её стороны выводят иголку наружу. Таким образом сосуд прижимается иглой к мышцам и кровотечение
прекращается.
Ещё одна разновидность акупунктуры, так называемый бауншейтизм состоит в следующем: с помощью специального инструмента производится укол кожи множеством иголок одновременно, а затем это место смазывается раздражающим средством (например, маслами).
Расширилось применение этого средства, и с применением к нему электрического тока (электропунктура) значительно усилено его действие. При этом вводят в тело две иглы, и между ними пропускают ток.

### Родственные направления «точечной» терапии
- Рефлексология — близкий «родственник» акупунктуры. Несмотря на то, что она кажется более приемлемой для Запада вариацией техники энергетического балансирования, её корни глубоко уходят в почву спиритизма[150].
- Метод Фолля, см. также Фолль, Рейнхольд
- Техника Эмоциональной Свободы

## Теоретические аспекты чжэнь-цзю в традиционной китайской медицине

### Ци
Ци — философская категория традиционной китайской медицины. Считается, что ци циркулирует по каналам (меридианам). Болезни вызываются нарушением циркуляции ци.